# Mediocris

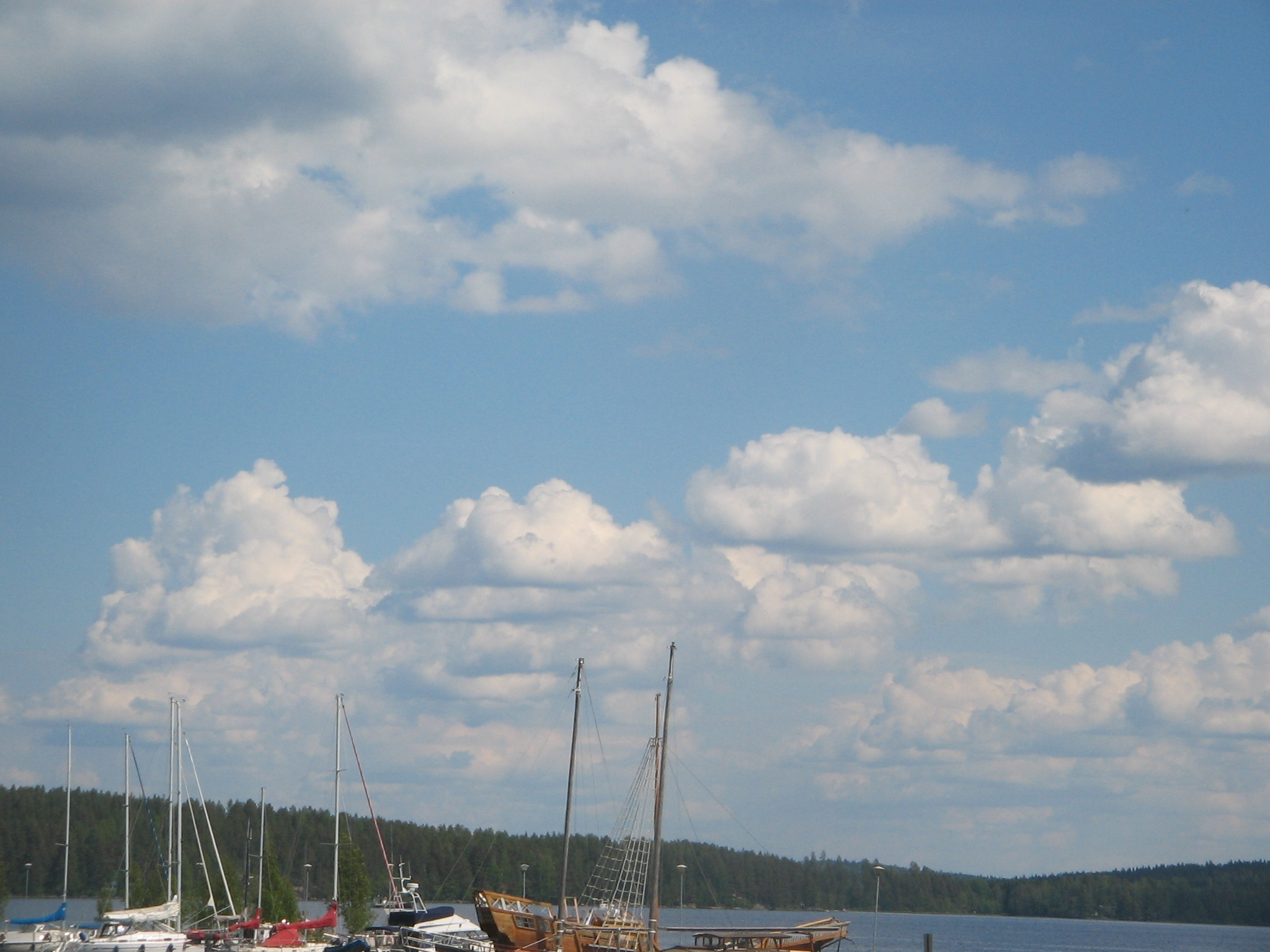
Typ oblaků (oblačný tvar) „Cumulus mediocris“ na letní obloze.

Mediocris (česky středně vyvinutý, zkratka med) je jeden z oblačných tvarů. Může se vyskytovat u oblaku cumulus.

## Vzhled
Cumulus mediocris je bílý, nadýchaný, ostře ohraničený oblak letní oblohy, který je zhruba stejně vysoký jako široký.

## Vznik
Cumulus je oblak vznikající termickou konvekcí. Tvar mediocris vzniká při rychlosti termického stoupavého proudu 2 až 7 m·s−1.